# Zuigspanning

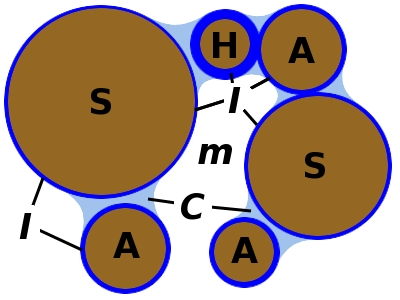
Water in de wortelzone van de bodem
Legenda:
S: niet-colloïde deeltjes
A: colloïde mineralen
H: colloïd, organisch deeltje
I: adsorptiewater
C: capillairwater
m: macroporie

Zuigspanningscurve van zand (Ss), silt (Uu), siltige leem (Lu) en klei (Tt). Relatie tussen watergehalte uitgedrukt in cm^{3}per cm^{3} grond en bodemwaterpotentiaal in hPa

De zuigspanning of waterspanning geeft de energieverhouding in het water van de poriën in de bodem weer. Er is een functioneel verband tussen de zuigspanning (druk van het water in de poriën) en de hoeveelheid water in de poriën (verzadigingsgraad van de bodem). De samenhang tussen de zuigspanning en de vochtigheid van de bodem is karakteristiek voor de poriëngrootteverdeling en ook voor het wateropnemend vermogen van de bodem.
Bij het verzadigingspunt, de grond is volledig met water verzadigd, is de zuigspanning 0 hPa en bij het verwelkingspunt is de zuigspanning 15 000 hPa. Tussen deze waarden kan de plant water opnemen. Komt de zuigspanning boven de 800 hPa dan wordt er als hier mogelijkheden voor zijn beregend.
De zuigspanning is een mechanische spanning in het water van de poriën en is de resultante van de capillariteit van de bodemstructuur en de oppervlaktespanning van de bevochtende fluïdums. Microscopisch kan de zuigspanning als een discontinuïteit van de fasendrukken aan de fasengrensvlakken tussen de vochtige en niet vochtige fase herleid worden. De stijghoogte in een niet beregende bodem is vanaf het grondwater des te hoger naarmate de met elkaar verbonden poriën fijner zijn. Dit komt door de capillaire opstijging, die tegen de zwaartekracht inwerkt.
Naar de Wet van Hagen-Poiseuille neemt een laminaire stroming door een buis met de vierde macht van de doorsnee van de buis af. Daarmee neemt bij stijgende zuigspanning in de bodem niet alleen het watergehalte maar ook de waterdoorvoer af.
Voor de beschrijving van de waterbeweging in de bodem wordt als maat voor de energieverhoudingen van het poriënwater het waterpotentiaal, de som van de zwaartekrachtpotentiaal en de tensiometerdrukpotentiaal (zie Wet van Darcy), gebruikt. Als referentiepunt dient in de grondmechanica vaak de grondwaterspiegel. Volgens afspraak zijn onder de grondwaterspiegel de poriënwaterdrukken positief en daarboven met het omgekeerde teken (negatief) weergegeven als zuigspanningen.

## Potentiaalconcept

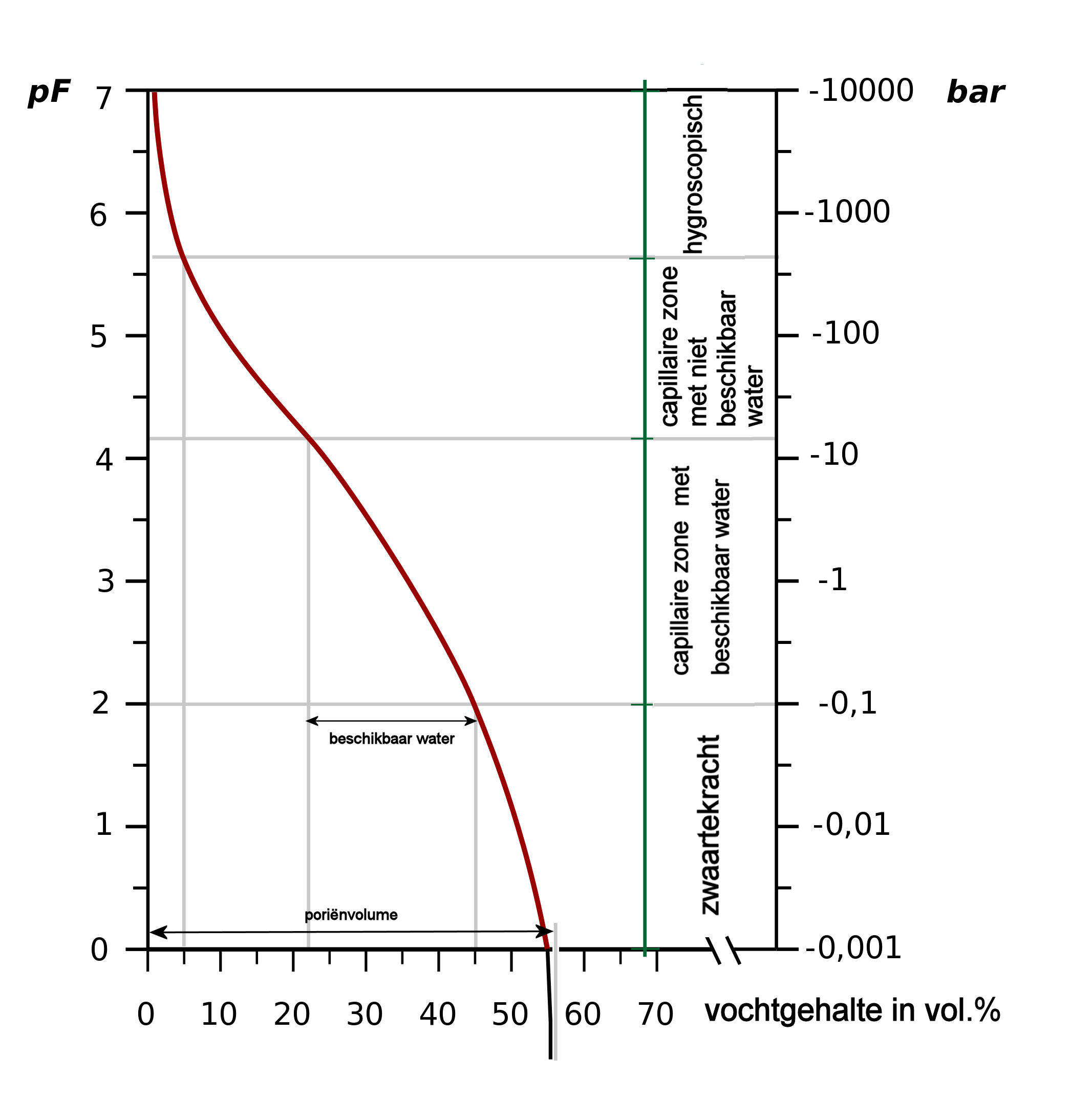
pF-curve van klei

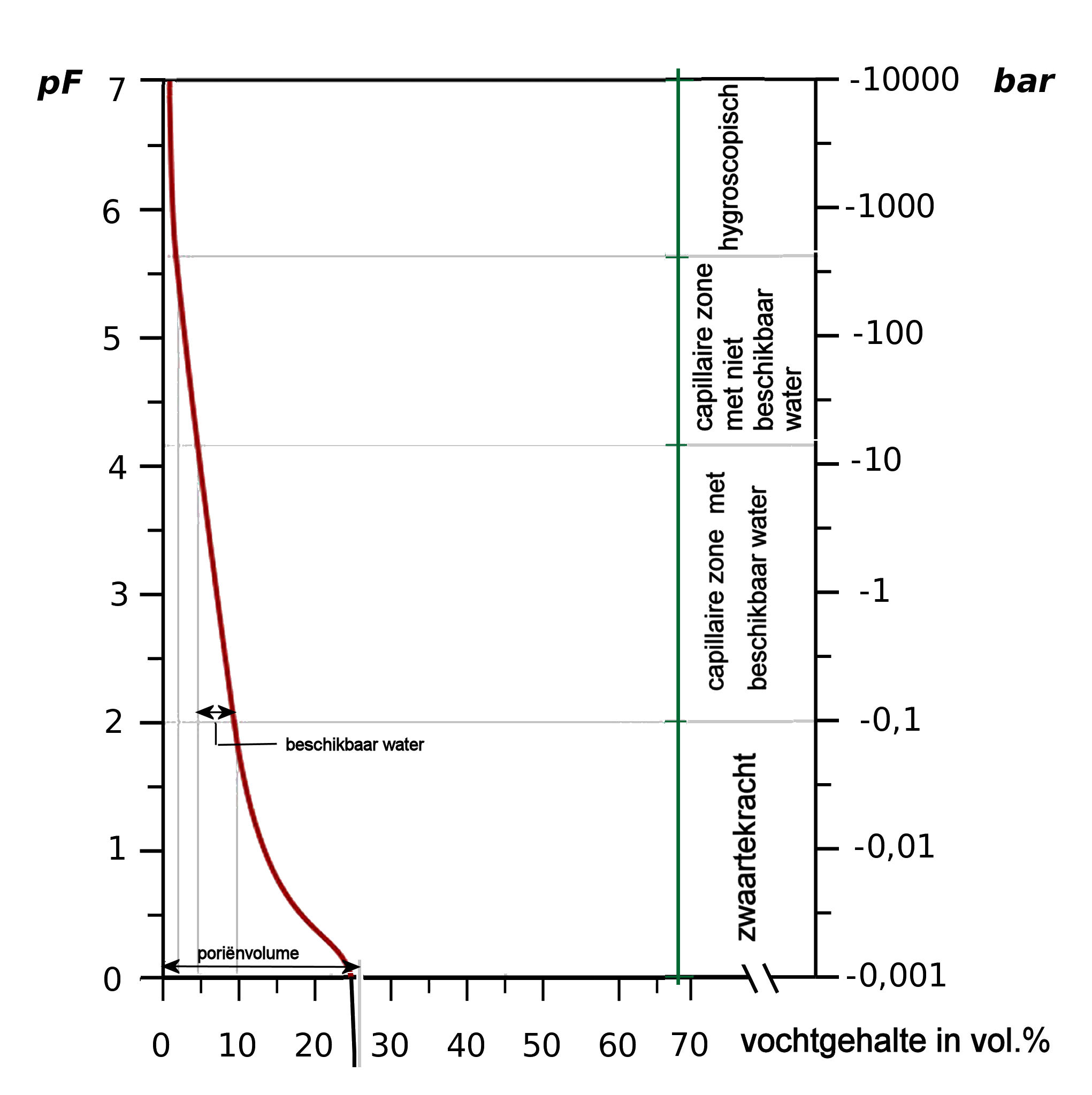
pF-curve van zand

Potentialen worden in een energiedimensie uitgedrukt. Ter karakterisering van de energietoestanden worden de potentialen vaak op een specifiek volume, een massa of een gewicht betrokken. Bij de stijghoogte en de grondmechanica worden ze bijna altijd naar gewicht normeert, waardoor ze in de potentiaalformule de lengtedimensie hebben (meter waterkolom). Aanschouwelijk kan de zuigspanning van een meter aangegeven worden als de belasting die een meter hoge waterkolom op een membraan zou uitoefenen. Met de matrixpotentiaal (zuigspanning) wordt daarmee de aanwezige energie uitgedrukt, die het water tegen de zwaartekracht in in de bodemmatrix houdt. De matrixpotentiaal wordt in de bodemkunde met de pF-waarde als de logaritme met grondtal 10 van de in cm waterkolom uitgedrukte zuigspanning aangegeven (vergelijkbaar met de pH-waarde). Een zuigspanning van -100 hPa is de druk van een 100 cm (102 cm) hoge waterkolom, dus een pF van 2,0.

## Zuig- of waterspanningscurve
Tussen de zuigspanning en de hoeveelheid water, uitgedrukt als het volumetrische of gravimetrische watergehalte, in de bodem bestaat een karakteristieke betrekking. In de afbeelding van de zuigspanningscurve is het functionele verloop van de matrixpotentiaal voor zand, silt, siltige leem en klei weergegeven. Aan de hand van het verloop van de curve kan zowel de poriëngrootteverdeling van een bodem als de hoeveelheid voor de plant beschikbaar water bij ieder watergehalte van de bodem afgeleid worden. De zuigspanningscurve, die de verdeling van de poriëngrootte karakteriseert, is ook voor de waterdoorlaatbaarheid maatgevend. Vaak wordt geprobeerd uit de samenhang tussen de bodemzuigspanning en bodemvochtigheid, de afname van de waterdoorlaatbaarheid bij afname van de verzadigingsgraad af te leiden.

### Het van Genuchten model
Het van Genuchten model:
{\displaystyle \theta (\psi )=\theta _{r}+{\frac {\theta _{s}-\theta _{r}}{\left[1+(\alpha |\psi |)^{n}\right]^{1-1/n}}}}
waarbij
{\displaystyle \theta (\psi )} is de zuigspanningscurve3L−3];
{\displaystyle |\psi |} is zuigkracht ([L−1] of cm waterkolom);
{\displaystyle \theta _{s}} verzadigdwatergehalte [L3L−3];
{\displaystyle \theta _{r}} restwatergehalte [L3L−3];
{\displaystyle \alpha } is gerelateerd aan de inverse van de intredende luchtzuiging, {\displaystyle \alpha >0} ([L−1] of cm−1); en
{\displaystyle n} is de maat voor de poriëngrootteverdeling, {\displaystyle n>1} (dimensieloos).
Hierop gebaseerd is een voorspellingsmodel ontwikkeld voor de vorm van de onverzadigde waterverplaatsing - verzadiging - druk relatie
.

## Hysterese
Tussen de ontwatering (desorptie) van een verzadigde bodem en de beregening van een droge bodem is er een verschil in het verloop van de zuigspanningscurve, die een typische hysterese vertonen. Daarbij zijn er afhankelijk van de voorgeschiedenis van beregening of ontwatering bij eenzelfde watergehalte verschillende energieniveaus (matrixpotentialen). De oorzaken hiervan zijn complex en niet zomaar te verklaren. Een van de oorzaken is dat bij de ontwatering als eerste het water uit de grote poriën verdwijnt en bij een langzame beregening de fijne poriën door capillaire effecten het eerst met water gevuld raken. Ook verhoudt zich de ingesloten lucht in beide gevallen anders.

## Meetwaarden en meetinstrument
De bodemzuigspanning wordt in mm waterkolom of mm kwikkolom of als negative druk hPa aangegeven. Als meetinstrumenten worden drukmeters, tensiometers, gebruikt bestaande uit watergevulde permeabele keramieken, die met het bodemwater in contact staan.

## Omrekeningsvoorbeelden
Bij het hydrostatisch evenwicht komt een grondwaterstand van bijvoorbeeld 60 cm onder het maaiveld overeen met een zuigspanning van −60 hPa of een pF-waarde van 1,8 (zand) - 2,5 (klei), de veldcapaciteit. Het verwelkingspunt van 4,2 pF komt overeen met een zuigspanning van −1,5 MPa (-15 000 hPa).

## Weblinks
- (en)  UNSODA Model
- (en)  SWRC Fit